# Stockport County FC
A Stockport County Football Club egy 1883-ban alapított angliai labdarúgóklub Stockport városban, Manchester közelében. A csapat jelenleg a hatodik divízióban (Football Conference North) játszik.

## Sikerek
- Angol labdarúgó-bajnokság (negyedosztály) bajnok: 1966-67

## Fordítás
- Ez a szócikk részben vagy egészben  a   Stockport County F.C. című angol Wikipédia-szócikk fordításán alapul.  Az eredeti cikk szerkesztőit annak laptörténete sorolja fel. Ez a jelzés csupán a megfogalmazás eredetét és a szerzői jogokat jelzi, nem szolgál a cikkben szereplő információk forrásmegjelöléseként.